# Madrasa of Umm al-Sultan Sha'ban
Madrasa  of Umm al-Sultan Sha'ban (arabiska: مدرسة أم السلطان شعبان, franska: Madrasaẗ Umm al-sulṭān Šaʿbān, engelska: Madrasat Umm al-sulṭān Shaʻbān, franska: Madrasa Umm Sultân Sha'bân, Gama el-achraf châbân, Mosquée du sultan Chaʽbân, Khaouand Baraka, Khond Baraka, Collège Om el-Sultan, Mosquée de Khond Baraka, mère du sultan Chaʽbân, Om-el-Sultan, Madrasa Chaʽban, engelska: Madrasa Umm as-Sulṭān Shaʽbān) är ett monument i Egypten.   Det ligger i guvernementet Kairo, i den norra delen av landet, i huvudstaden Kairo. Madrasa  of Umm al-Sultan Sha'ban ligger 38 meter över havet.